# Rivière Gentilly
Rivière Gentilly är ett vattendrag i Kanada.   Det ligger i provinsen Québec, i den sydöstra delen av landet, 280 km öster om huvudstaden Ottawa.
Omgivningarna runt Rivière Gentilly är en mosaik av jordbruksmark och naturlig växtlighet. Runt Rivière Gentilly är det glesbefolkat, med 15 invånare per kvadratkilometer.